# 抚顺市场
抚顺市场株式会社是在1918年5月15日成立于抚顺满铁附属地的从事市场运营和食品贩售的日本法人。资本金为2.5万日元，民间出资。每年5月、11月决算。:68,69
1937年，随着满铁附属地行政权由满铁转交给满洲国政府，抚顺市场株式会社也从日本法人转为满洲国法人。
抚顺市场株式会社在抚顺有2座市场：位于千金寨的千金寨市场和位于新市街的中央市场。:21,22

## 中央市场
中央市场位于抚顺东二条36番地。在1918年6月12日获准设立，在同年8月18日开放。市场占地103.84坪（约343平方米），事务所和卖场建筑占地88.84坪（约294平方米），为砖瓦平房，建设费用7,763.27日元。该市场贩售鲜鱼、盐腌干鱼、水产制品、蔬菜、水果。市场收取手续费，鲜鱼及相关制品手续费11%，盐干鱼、蔬果类手续费10%。1936年时有批发商17人，其中日本人7名，中国人10名。:112,113
附属零售市场设立于1926年9月1日，占地727.39坪（约2,504平方米），有店铺30家。:114
市场内有惠比寿神社。:256

## 千金市场
千金市场也称千金寨市场，位于千金寨今町。该市场设立于1920年8月8日，占地214坪（约707平方米）。事务所和卖场建筑占地96坪（约317平方米），为砖瓦平房，建设费用9,805.82日元。该市场的贩售品目与中央市场相同，主要面向中国人。手续费较中央市场为低：鲜鱼及相关制品为10%，其余为8%。1936年时有批发商17人，全部为中国人。:113,114
附属零售市场设立于1919年12月18日，早于其批发部门。占地5,444.01坪（约17,997平方米），有店铺100家。:114,115
千金市场位于抚顺煤矿所在区域，为日本人所设立，但由于当时的排日、抵制日货的风潮，日方与中国政府协商，最终该市场以中日合办的形式运营。批发区域的批发商全为中国人，零售部分的员工也使用中国人。市场开设伊始，一部分中国人仍然以暴力阻碍其运营，日本人雇员会遭遇袭击。:112